# Quarashi
Quarashi (prononcer Kwa-ra-shee) est un groupe de rap metal islandais, originaire de Reykjavík. Les influences du groupe sont nombreuses, du hip-hop au metal : on peut notamment citer les Beastie Boys ou encore Rage Against the Machine comme influences principales. Le groupe se sépare en 2005, notamment pour cause de divergences linguistiques, mais revient en 2016.
En 1999 sort Xeneizes qui remporte un grand succès en Islande et devient double disque d'or. En 2002, l'album Jinx les révèle, notamment aux États-Unis, où ils entament une longue tournée. Le single Stick'em Up figure sur la bande originale de Orange County. En 2011, Quarashi se reforme le temps d'une date au Besta Hatidin Festival en Islande (8-10 juillet) pour la première fois depuis leur soudaine séparation en 2005. En avril 2016 le groupe annonce son retour en studio avec Steini Fjelsted, Omar Swarez, Solvi Blondal,  et le retour d' Hossi Olafsson Le 3 juin 2016 le groupe sort le single et le clip "Chicago" annonçant la sortie d'un futur Album 

## Biographie

### Origines
Sölvi et Ómar jouent ensemble dans différents groupes de rock, punk, et heavy metal, et Steini est un célèbre skateur. Il était également graffeur dans la banlieue de Reykjavík. Pendant sa période en tant que batteur du groupe punk rock, 2001, Sölvi commence à s'intéresser à la production en studio production. Il quitte 2001 et entre dans le rap
Entretemps, Sölvi fait la rencontre de Steini dans un skate park. Stoney se joint ensuite à Sölvi pour faire du rap. Bientôt, Sölvi invite l'un de ses anciens compagnons du groupe 2001, Hössi Ólafsson, à se joindre au groupe. À l'origine, Hössi souhaitait chanter, mais Steini préférait rapper ; Sölvi, après avoir entendu Hössi rapper, décide de former un duo de rappeurs.

### Popularisation locale (1996–1999)
Le 29 novembre 1996, Quarashi publie son premier EP intitulé Switchstance, sous le label de Sölvi, Lax Records. Seuls 500 exemplaires seront distribués. Un an plus tard, le 13 octobre 1997, Quarashi publie son premier album studio, éponyme (doublé l'« œuf album » par les fans, pour sa représentation d'un œuf sur sa pochette). L'album atteint rapidement les classements locaux grâces à des chansons comme Thunderball, Catch 22, Mr. Amber Shades, Superwoman, et Framogtilbaka. Richard Oddur Hauksson est crédité comme quatrième membre sur Quarashi, et DJ. Quarashi tourne autour de l'Islande en soutien à l'album, notamment avec The Fugees et The Prodigy, avant de faire une brève pause en 1998.
Le 25 octobre 1999, Quarashi revient avec son deuxième album, Xeneizes, dont le titre s'inspire de la ligue junior de football argentin Boca Juniors. L'album fait aussi participer les rappeurs islandais Úlfur Kolka (sur la chanson Mayday), et Ómar Swarez (sur les chansons Punk et Stick 'Em Up). Xeneizes réussit encore à plus populariser Quarashi, grâce à des chansons comme Surreal Rhyme, Jivin' About, Model Citizen, Tamborine Cut, Show Me What You Can, et Xeneizes.

### Popularité américaine (2000–2002)
En février 2000, Quarashi commence à négocier avec quelques labels, écrit quelques chansons, et joue quelques concerts. Le 27 avril 2000, Quarashi annonce un contrat avec EMI Music Resources, qui leur permet le contrôle créatif. Peu après, ils signent au label indépendant Time Bomb Recordings. Le 31 août 2000, Quarashi annonce sa signature avec Sony Music Entertainment Incorporated sous le label Columbia Records. Le contrat est signé pour six albums, le premier étant produit avec le DJ de Cypress Hill, DJ Muggs, et Brendan O'Brien (Blood Sugar Sex Magik des Red Hot Chili Peppers).
Sölvi Blöndal et Hössi Ólafsson produiront la bande-son du film Kristnihald undir Jökli réalisé par Bergur Þór Ingólfsson, en hiver 2001. L'album, publié le 22 septembre 2001, est produit par Sölvi et Hössi. Le premier single de Quarashi est Stick 'em Up, publié en février 2002. Le clip de la chanson est une parodie du film Snatch, diffusé en rotation sur la chaine MTV2.
Le 9 avril 2002, Jinx est publié en Amérique. Jinx comprend cinq chansons (Mr. Jinx, Baseline, Malone Lives, Copycat, et Weirdo) et sept chansons extraites de Xeneizes (Stick 'em Up, Tarfur, Jivin' About, Xeneizes, Fuck You Puto, Dive In, Bless). Stick 'em Up, Tarfur, Jivin' About, Xeneizes, et Fuck You Puto sont réenregistrées et publiées avec Jivin' About sous le titre Transparent Parents. Jinx atteint la 104e place du Billboard 200. Quarashi rencontre quelques problèmes avec leur label Columbia Records. Le groupe participe au Vans Warped Tour puis tourne au Japon, en Australie et en Europe. Finalement, Jinx se vend à un peu moins de 100 000 exemplaires en Amérique.

### Guerilla Disco(2003–2004)
Le 13 novembre 2003, Quarashi publie une nouvelle chanson uniquement pour l'Islande, intitulée Race City. Egill Olafur Thorarensen, qui rappe sur la chanson, est surnommé Tiny. Race City atteint la première place des classements Alternative Singles locaux. Quarashi traverse le Japon pour jouer au concert Sonicmania à Tokyo en janvier 2004, puis retourne en Islande jouer Race City aux EFFEMM Awards en février. Le 24 février 2004, Columbia Records annonce le renvoi de Quarashi à la suite de divergences concernant les ventes de Jinx. Quarashi est aussi renvoyé d'EMI Publishing. En avril 2004, Quarashi commence un nouvel album, leur premier avec Tiny, intitulé Payback.
Le 14 octobre 2004, Quarashi publie Guerilla Disco. Quarashi s'associe aussi avec l'émission de la chaine Popptíví (l'équivalent de MTV en Islande), 70 Minutes, pour un clip appelé Crazy Bastard.

### Séparation (2005)
Le dernier concert de Quarashi prend place le 15 avril 2005, à Akureyri, en Islande. Le 5 août 2005, Sölvi Blöndal annonce la séparation du groupe. Quarashi accepte de jouer exclusivement un concert le 8 juillet 2011 au Best Festival (Besta hátíðin). Après leurs derniers concerts, Quarashi publie un best-of intitulé Anthology.

### Nouvel album (depuis 2016)
En mai 2016, lors d'un entretien à la chaine de télévision islandaise RÚV, Sölvi et Steini confirment qu'un nouvel album est en cours d'enregistrement. Quarashi publie aussi une nouvelle chanson intitulée Chicago.

## Membres

### Membres actuels
- Sölvi H. Blöndal (Sölvi) - production, batterie
- Ómar Hauksson (Swarez) - rap
- Egill Ólafur Thorarensen (Tiny) - rap
- Steinar Orri Fjeldsted (Steini/Stoney/Ca.1/ KidrAmA) - rap
- Höskuldur Ólafsson (Hössi)

### Anciens membres
- Hossi Olafsson - chant, rap (1995–2002)
- Tiny - rap (2003–2005)
- Smári « Tarfur » Jósepsson - guitare (durant les tournées, remplacé par Vidar)
- DJ Dice - DJing (durant les tournées, remplacé par DJ Magic)

## Discographie
- 1995 : Switchstance
- 1997 : Quarashi
- 1999 : Xeneizes
- 2001 : Kristnihald undir Jökli
- 2002 : Jinx
- 2004 : Guerilla Disco